# Football Club Matera 2009-2010
Questa voce raccoglie le informazioni riguardanti il Football Club Matera nelle competizioni ufficiali della stagione 2009-2010.

## Rosa
| N. |                   | Ruolo | Calciatore          |
| -- | ----------------- | ----- | ------------------- |
| -  | Italia (bandiera) | A     | Mohamed Alassani    |
| -  | Italia (bandiera) | A     | Diego Albano        |
| -  | Italia (bandiera) | D     | Renato Bartoli      |
| -  | Italia (bandiera) | A     | Antonio Branda      |
| -  | Italia (bandiera) | C     | Giovanni Campo      |
| -  | Italia (bandiera) | D     | Antonello Carità    |
| -  | Italia (bandiera) | A     | Mirko Carretta      |
| -  | Italia (bandiera) | D     | Raimondo Catalano   |
| -  | Italia (bandiera) | C     | Marco Conte         |
| -  | Italia (bandiera) | P     | Nicolas Cottet      |
| -  | Italia (bandiera) | P     | Mariano Mirabelli   |
| -  | Italia (bandiera) | D     | Alejandro Palladino |
| -  | Italia (bandiera) | C     | Keljon Ostaku       |
| -  | Italia (bandiera) | C     | Achille Mazzoleni   |
| -  | Italia (bandiera) | D     | Vincenzo Milzi      |
| -  | Italia (bandiera) | A     | Luca Selvaggi       |
| -  | Italia (bandiera) | D     | Pierluigi Scudieri  |
| -  | Italia (bandiera) | D     | Alberto Savino      |

| N. |                   | Ruolo | Calciatore          |
| -- | ----------------- | ----- | ------------------- |
| -  | Italia (bandiera) | C     | Simone Cristofaro   |
| -  | Italia (bandiera) | D     | Omar D'Amanzo       |
| -  | Italia (bandiera) | D     | Francesco D'Angelo  |
| -  | Italia (bandiera) | P     | Gennaro D'Angelo    |
| -  | Italia (bandiera) | A     | Alessio De Vecchis  |
| -  | Italia (bandiera) | C     | Fabio Di Fausto     |
| -  | Italia (bandiera) | C     | Mohammed Diop       |
| -  | Italia (bandiera) | P     | Francesco Falcone   |
| -  | Italia (bandiera) | A     | Giuseppe Genchi     |
| -  | Italia (bandiera) | C     | Ciro Iacullo        |
| -  | Italia (bandiera) | C     | Giuseppe Leta       |
| -  | Italia (bandiera) | A     | Angelo Logrieco     |
| -  | Italia (bandiera) | D     | Marco Manetta       |
| -  | Italia (bandiera) | D     | Luigi Manzo         |
| -  | Italia (bandiera) | D     | Pasquale Martinelli |
| -  | Italia (bandiera) | C     | Savino Martone      |
| -  | Italia (bandiera) | C     | Eugenio Salemme     |

## Risultati

### Serie D

#### Girone di andata
| 1ª giornata | Matera | 3 – 3 | Turris |  |

| 2ª giornata | Casarano | 2 – 3 | Matera |  |

| 3ª giornata | Matera | 0 – 0 | Casertana |  |

| 4ª giornata | Pomigliano | 2 – 2 | Matera |  |

| 5ª giornata | Matera | 0 – 3 | Pisticci |  |

| 6ª giornata | Francavilla | 0 – 3 | Matera |  |

| 7ª giornata | Matera | 1 – 1 | Forza e Coraggio |  |

| 8ª giornata | Fasano | 0 – 1 | Matera |  |

| 9ª giornata | Matera | 3 – 2 | Angri |  |

| 10ª giornata | Sibilla | 2 – 3 | Matera |  |

| 11ª giornata | Matera | 1 – 3 | Pianura |  |

| 12ª giornata | Sant'Antonio Abate | 2 – 1 | Matera |  |

| 13ª giornata | Matera | 1 – 1 | Bitonto |  |

| 14ª giornata | Grottaglie | 0 – 1 | Matera |  |

| 15ª giornata | Matera | 0 – 4 | Neapolis |  |

| 16ª giornata | FC Francavilla | 2 – 0 | Matera |  |

| 17ª giornata | Matera | 5 – 0 | Ischia |  |

| 18ª giornata | Ostuni | 0 – 0 | Matera |  |

#### Girone di ritorno
| 19ª giornata | Turris | 3 – 1 | Matera |  |

| 20ª giornata | Matera | 2 – 2 | Casarano |  |

| 21ª giornata | Casertana | 1 – 0 | Matera |  |

| 22ª giornata | Matera | 1 – 1 | Pomigliano |  |

| 23ª giornata | Pisticci | 1 – 2 | Matera |  |

| 24ª giornata | Matera | 2 – 1 | Francavilla |  |

| 25ª giornata | Forza e Coraggio | 1 – 1 | Matera |  |

| 26ª giornata | Matera | 1 – 0 | Fasano |  |

| 27ª giornata | Angri | 0 – 0 | Matera |  |

| 28ª giornata | Matera | 0 – 0 | Sibilla |  |

| 29ª giornata | Pianura | 2 – 1 | Matera |  |

| 30ª giornata | Matera | 2 – 1 | Sant'Antonio Abate |  |

| 31ª giornata | Bitonto | 0 – 0 | Matera |  |

| 32ª giornata | Matera | 1 – 1 | Grottaglie |  |

| 33ª giornata | Neapolis | 1 – 0 | Matera |  |

| 34ª giornata | Matera | 1 – 2 | FC Francavilla |  |

| 35ª giornata | Ischia | 3 – 1 | Matera |  |

| 36ª giornata | Matera | 3 – 1 | Ostuni |  |

### Play-off nazionali
| Semifinale andata | Pomezia | 1 – 0 | Matera |  |

| Semifinale ritorno | Matera | 3 – 0 | Pomezia |  |

| Finale | Matera | 1 – 0 | Pianura |  |

### Coppa Italia Serie D

#### Turni preliminari
| 30 agosto 2009 Primo turno                        | Matera    | 2 – 0 | Sant'Antonio Abate |  |
| \| \| \| \| \| Genchi 33’, 50’ \| Marcatori \| \| |           |       |                    |  |
|                                                   |           |       |                    |  |
| Genchi 33’, 50’                                   | Marcatori |       |                    |  |

#### Fase finale
| 23 settembre 2009 Trentaduesimi di finale                       | Matera    | 3 – 0 | Pisticci |  |
| \| \| \| \| \| Genchi 35’, 38’ Palladino 51’ \| Marcatori \| \| |           |       |          |  |
|                                                                 |           |       |          |  |
| Genchi 35’, 38’ Palladino 51’                                   | Marcatori |       |          |  |

| 21 ottobre 2009 Sedicesimi di finale         | Virtus Casarano      | 0 – 0 (d.t.s.) | Matera |  |
| \| \| \| \| \| \| Tiri di rigore 4 – 5 \| \| |                      |                |        |  |
|                                              |                      |                |        |  |
|                                              | Tiri di rigore 4 – 5 |                |        |  |

| 11 novembre 2009 Ottavi di finale                                    | Matera    | 3 – 0 | Campobasso |  |
| \| \| \| \| \| Carretta 31’ Genchi 48’ Albano 88’ \| Marcatori \| \| |           |       |            |  |
|                                                                      |           |       |            |  |
| Carretta 31’ Genchi 48’ Albano 88’                                   | Marcatori |       |            |  |

| 25 novembre 2009 Quarti di finale - andata                  | Sapri     | 1 – 1     | Matera |  |
| \| \| \| \| \| Santaniello 89’ \| Marcatori \| 83’ Campo \| |           |           |        |  |
|                                                             |           |           |        |  |
| Santaniello 89’                                             | Marcatori | 83’ Campo |        |  |

| 9 dicembre 2009 Quarti di finale - ritorno                     | Matera    | 2 – 1        | Sapri |  |
| \| \| \| \| \| Genchi 17’, 72’ \| Marcatori \| 70’ D'Andria \| |           |              |       |  |
|                                                                |           |              |       |  |
| Genchi 17’, 72’                                                | Marcatori | 70’ D'Andria |       |  |

| Arbitro: | Melidoni (Frattamaggiore) |

|                           |           |             |
| Martinelli 48’ Albano 91’ | Marcatori | 33’ Carlini |

| 17 marzo 2010 Semifinale - ritorno                                                              | Boville Ernica | 1 – 5                                             | Matera |  |
| \| \| \| \| \| Carlini 43’ \| Marcatori \| 27’, 35’ (rig.), 53’ Albano 50’ Conte 66’ Manetta \| |                |                                                   |        |  |
|                                                                                                 |                |                                                   |        |  |
| Carlini 43’                                                                                     | Marcatori      | 27’, 35’ (rig.), 53’ Albano 50’ Conte 66’ Manetta |        |  |

| Arbitro: | Francesco Taioli (Cesena) |

|            |           |                             |
| Piazza 62’ | Marcatori | 12’ Carretta 49’ De Vecchis |

| Arbitro: | Alessio Petroni (Roma) |

|                   |           |  |
| Albano 83’ (rig.) | Marcatori |  |

## Statistiche

### Statistiche di squadra
| Competizione         | Punti | Totale | Totale | Totale | Totale | Totale | Totale |
| Competizione         | Punti | G      | V      | N      | P      | Gf     | Gs     |
| -------------------- | ----- | ------ | ------ | ------ | ------ | ------ | ------ |
| Serie D              | 49    | 36     | 12     | 13     | 11     | 47     | 48     |
| Play-off nazionali   | -     | 3      | 2      | 0      | 1      | 4      | 1      |
| Coppa Italia Serie D | -     | 10     | 8      | 2      | 0      | 21     | 5      |